# Jessie Daniel Ames
Jessie Daniel Ames, född 2 november 1883 i Palestine, Texas, död 21 februari 1972 i Austin, Texas, var en amerikansk rösträttskvinna och medborgarrättsaktivist.
Ames engagerade sig från 1916 i den kvinnliga rösträttsrörelsen och medverkade till att Texas blev den första av sydstaterna som ratificerade det 19:e tillägget i USA:s konstitution. År 1919 grundade hon Texas League of Women Voters och var även aktiv inom demokratiska partiet. Hon besvärades dock av att kvinnorörelsen inte innefattade de svarta kvinnorna och blev därför 1924 chef för Commission on Interracial Cooperation (CIC). Hennes viktigaste insats var att hon 1930 grundade Association of Southern Women for the Prevention of Lynching (ASWPL). Denna organisation verkade för, att genom befintliga kvinnoföreningar, uppmanade fruar och döttrar till män som utförde lynchningar, till att övertala männen till att behärska sig, att utöva påtryckningar på polisen till att skydda svarta fångar och att ställa pöbelmedlemmar inför rätta. Hon ifrågasatte även det utbredda rättfärdigandet av lynchningar, att de begicks i syfte att skydda vita kvinnor. Hon hävdade att endast 29% av lynchoffren hade anklagats för någon typ av våld mot kvinnor och uppmanade kvinnor att ta avstånd från den stereotypa föreställningen om sårbara kvinnor som var i behov av manligt beskydd.